# NN-204
La carretera NN-204 es una vía departamental secundaria ubicada en el departamento de Carazo y el departamento de Granada, en el suroeste de Nicaragua. Comunica el sector conocido como Empalme a la Unión, en Santa Teresa, con Mata de Tule, cerca del límite departamental con Granada. La vía fue inaugurada en 2024.

## Trazado y cruces
La carretera recorre zonas rurales y cafetaleras del suroeste de Nicaragua, cruzando áreas montañosas y conectando comunidades productivas. A continuación, se detallan las principales localidades por donde pasa la vía:
| km  | Localidad          | Departamento | Conexión / Ruta |
| --- | ------------------ | ------------ | --------------- |
| 0   | Empalme a la Unión | Carazo       | NIC 4B          |
| 3.5 | Santa Teresa Sur   | Carazo       |                 |
| 6.8 | Quebrada Honda     | Carazo       |                 |
| 9.9 | Las Pilas          | Granada      |                 |
| 13  | Mata de Tule       | Granada      |                 |